# 別子ライン
別子ライン（べっしライン）は、愛媛県新居浜市の国領川上流部の約10kmに亘る渓谷の名称であり景勝地となっている。山間部への関門にあたる生子橋（しょうじばし）から始まり、マイントピア別子を経て、鹿森ダム・遠登志渓谷（おとしけいこく）・清滝周辺から河又に至る。

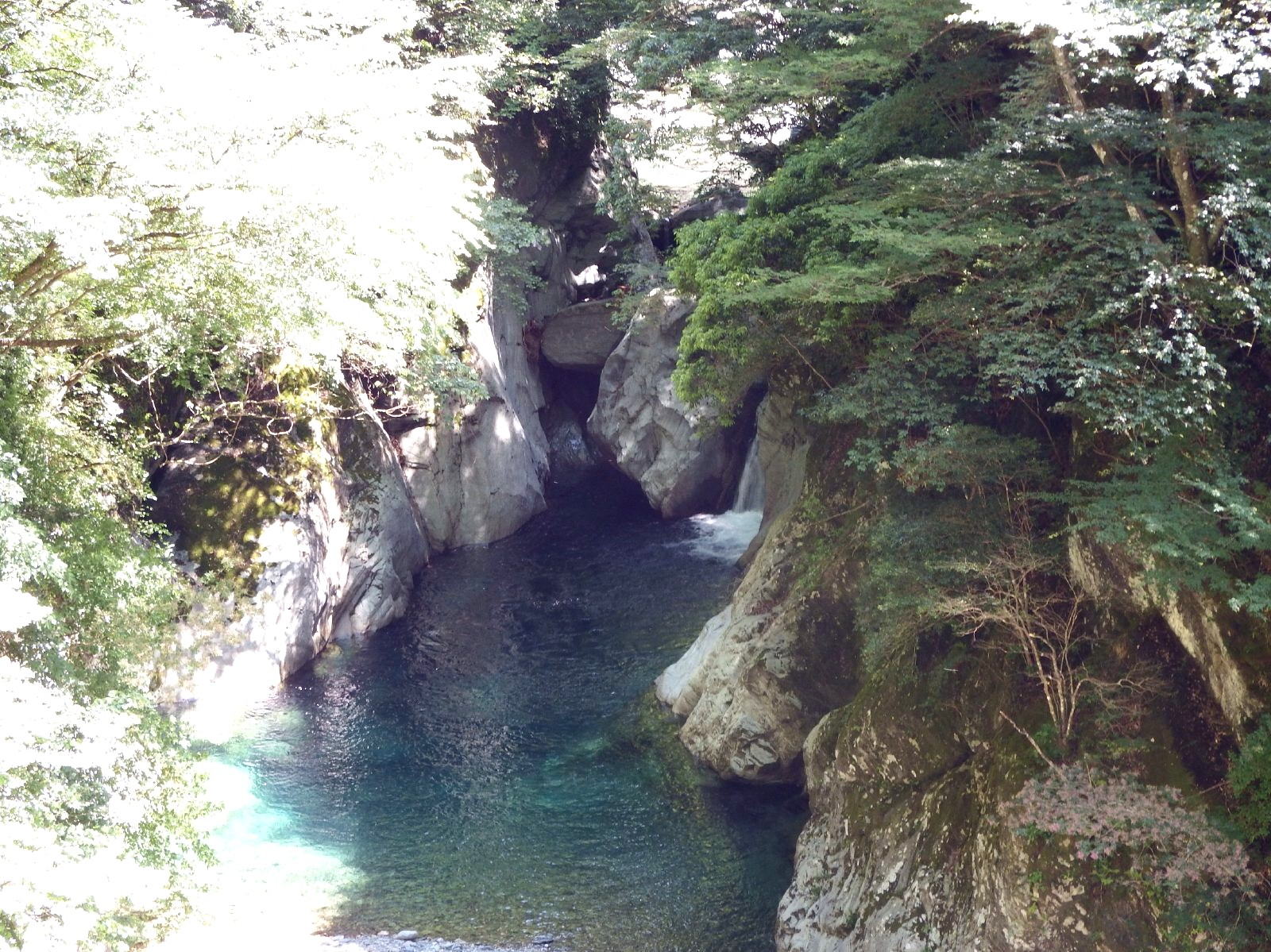
足谷川本流の清滝附近

## 概要

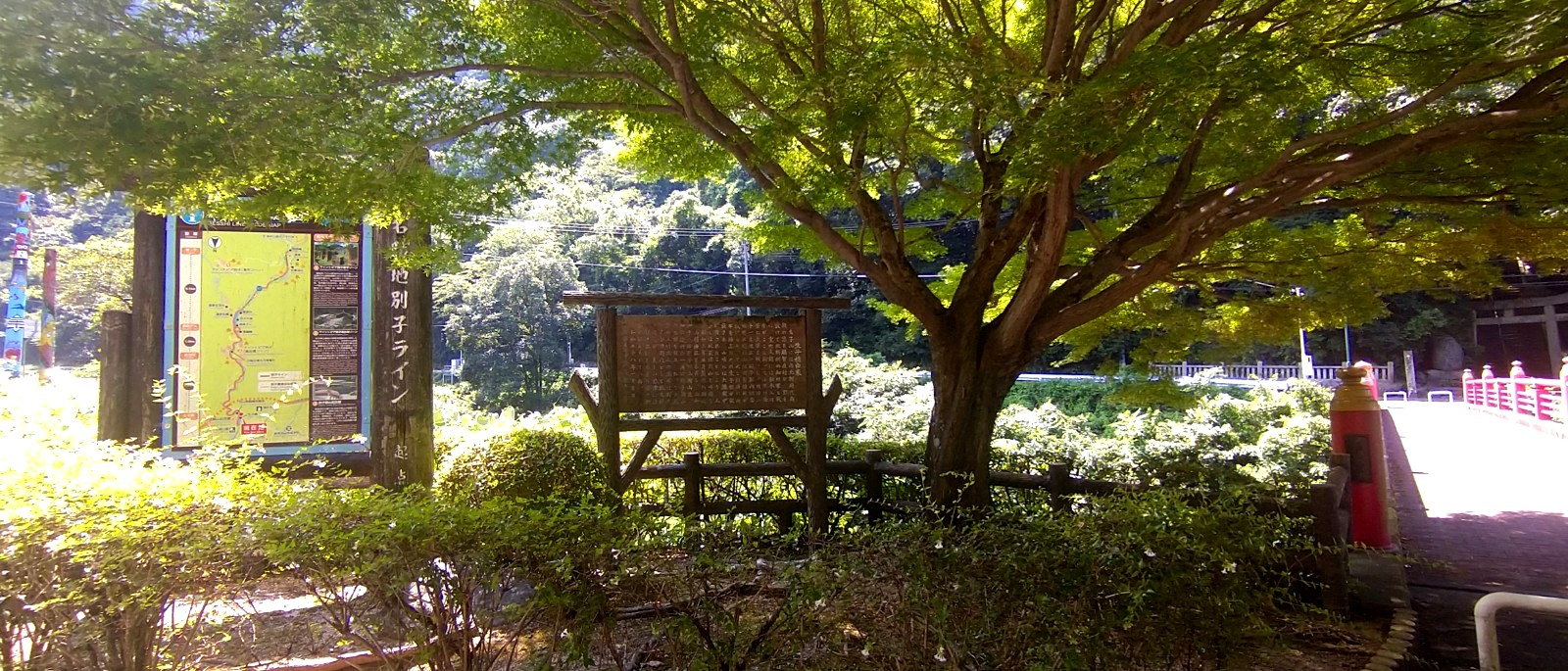
名勝地別子ライン起点

国領川は四国山地の笹ヶ峰を源流に、途中5本の支流を合わせて瀬戸内海に注ぐ流域面積73.1平方km、延長44kmの二級河川であり、河口から生子橋あたりまでを国領川、それより上流を足谷川（あしたにがわ）、別子ラインが終わる河又附近でさらに分岐すると土山谷川・本谷川・西鈴尾谷川などと名称を変えていく川で、その中流域の足谷川部分10kmが別子ラインである。その名称は、戦後、地元の人々がヨーロッパのライン川にあやかって命名したもので、付近に設置された愛媛県道47号新居浜別子山線の名称ではなく河川を中心とした一帯を表すものである。
その大部分が1955年（昭和30年）11月4日に愛媛県の名勝に指定され、1958年（昭和33年）には新日本百景に選ばれている。

## 構成（下流より）
- 生子橋：現在の橋は1983年（昭和58年）に歩行者用として架けられ、このあたりを河東碧梧桐が臥竜峡と命名した[3]。
- 立川橋：対岸の民家への生活橋。
- マイントピア別子：足立川に架かる打除鉄橋を別子１号に乗って渡ることができる。
- 旧端出場水力発電所（登録有形文化財）：1912年（明治45年）に有効落差596ｍ、出力3000kwで建設され、1923年（大正12年）には4500kwに増強、1970年（昭和45年）に廃止された、赤レンガ造りの建物。2023年3月28日より内部を一般無料公開されている。
- 青龍橋：鹿森ダムの脇を通過する狭い道路のバイパス道路として、2010年（平成22年）4月28日に開通したループ橋。
- 鹿森ダムと別子の湖（鹿森ダム湖）
- 遠登志渓谷（おとしけいこく）：かつては「落とし」と言われ川の水が滝となって落込むことから変化した名前である[4]。鹿森ダムから約200ｍ上流で鹿森ダム湖「別子の湖」に東側から流れ込む支流の小女郎川（こじょろがわ）の渓谷で、ダム湖から川沿いの遊歩道を約200ｍ歩くと、東平への生活道として1905年（明治38年）に作られた鋼アーチ橋・遠登志橋（登録有形文化財・長さ48.25m幅2m高さ約23m）に重なるように架けられた鋼鉄製吊り橋（全長50ｍ幅2ｍ高さ約23ｍ）があり、渓谷を橋の上から鑑賞できる。途中の少し上がった所に展望台が設けられている。
- 霞トンネル・風花トンネル・野分トンネル：バイパス道路に設置されたこれらのトンネルにより通行が容易になった。
- 清滝：清滝トンネルの南口より旧道を約0.5km歩くと赤い吊り橋・清姫橋があり、渡ってしばらく登って行くと清滝を下から臨む展望所がある。さらに登って行くと不動明王を祀る仏堂があり、その左脇から上がると滝行ができる地点に至る。清滝の落差は約60ｍと言われているが、水量が少なく途中で途絶える。2006年（平成18年）5月1日に清姫橋南側の市道で落石が発生したため、通行止めになっている[5]。
- 時雨橋：このあたりまでが別子ラインで、ここから左の脇道へ5km行くと標高750ｍ付近に別子銅山の採掘本部のあった東平（とうなる）がある。そのまま直進し大永山トンネルを抜けて別子ダムを越えてすぐの所に別子銅山発祥地である旧別子への登山口がある。

## ギャラリー

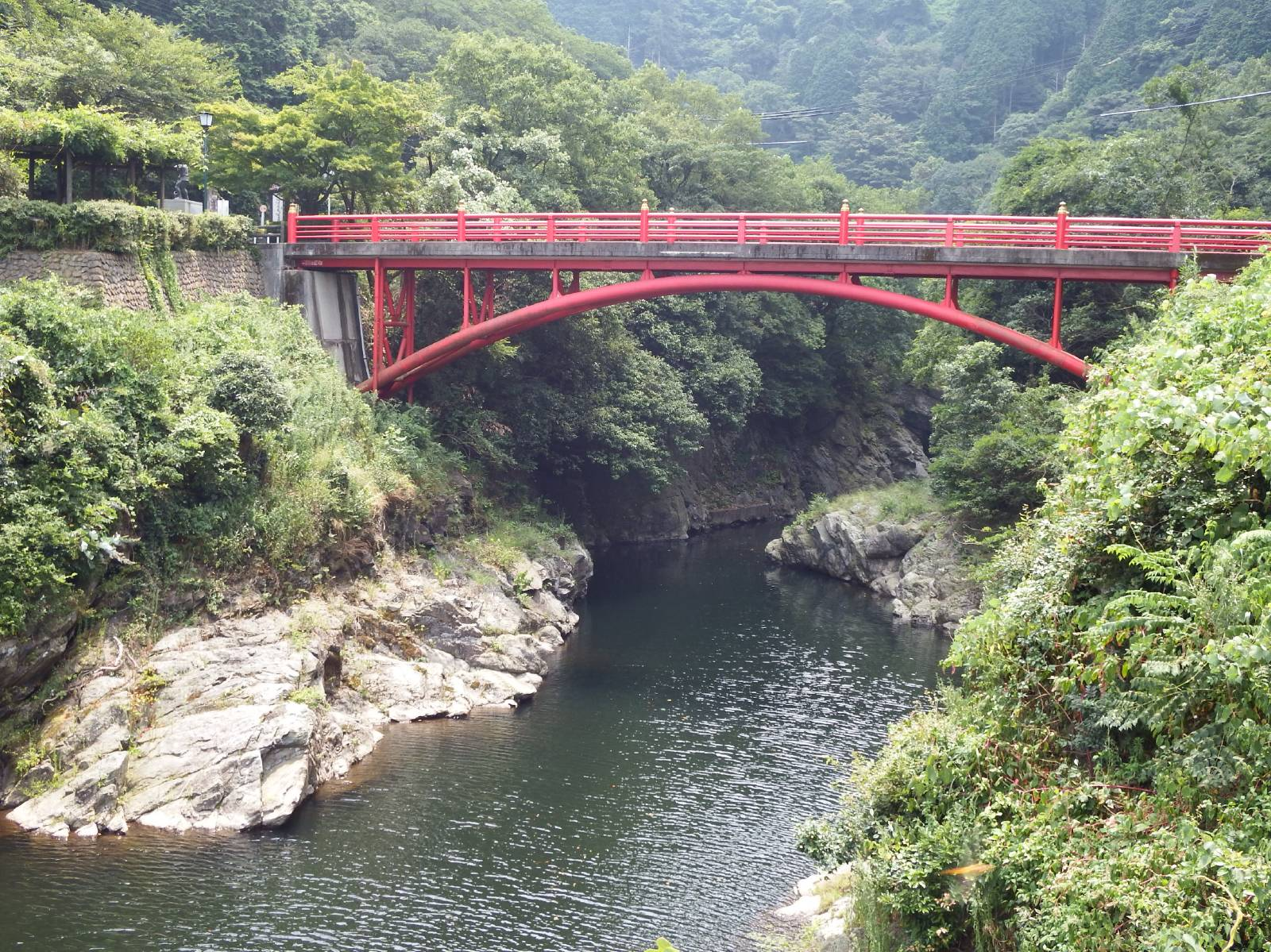
生子橋
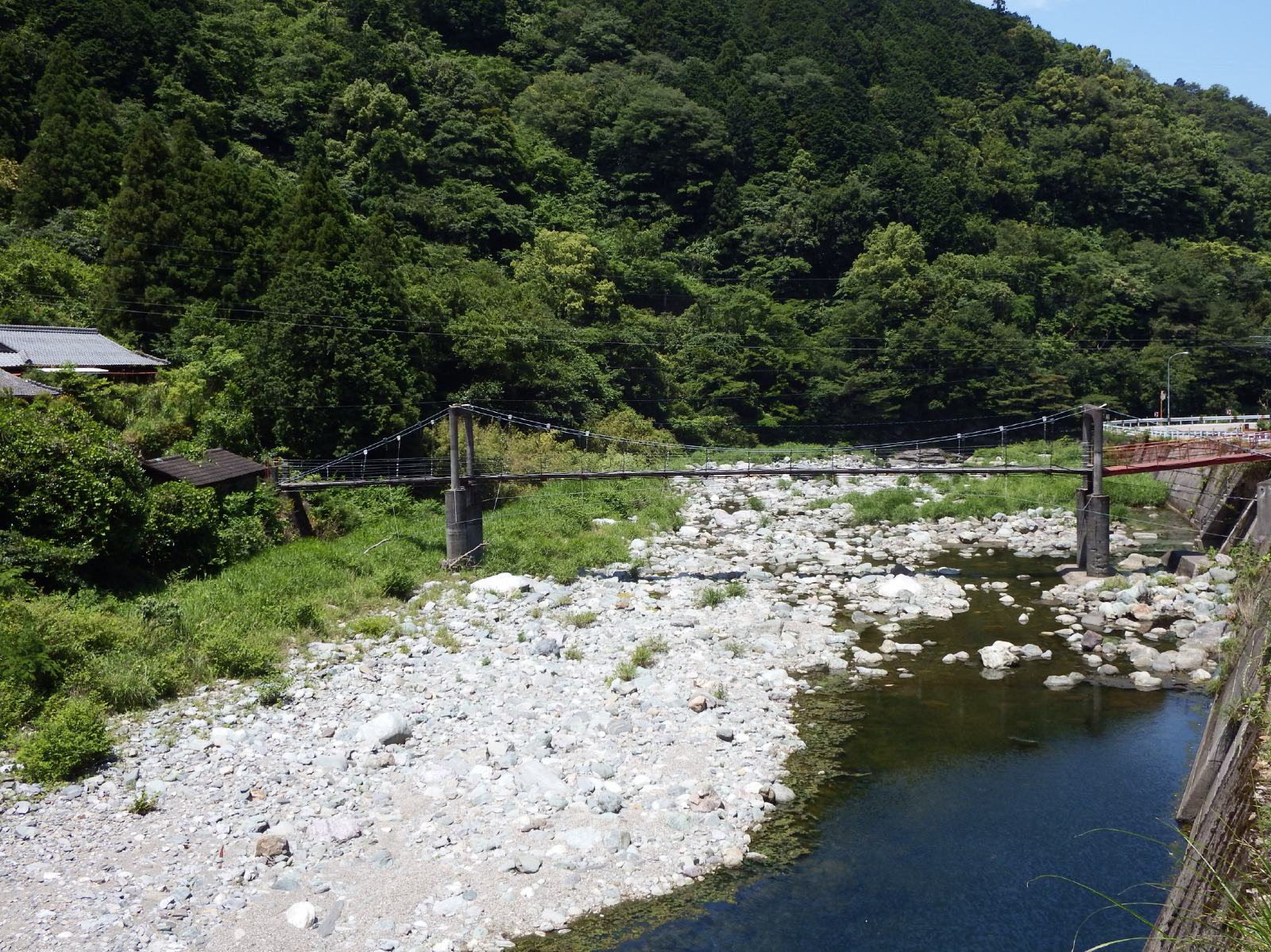
立川橋
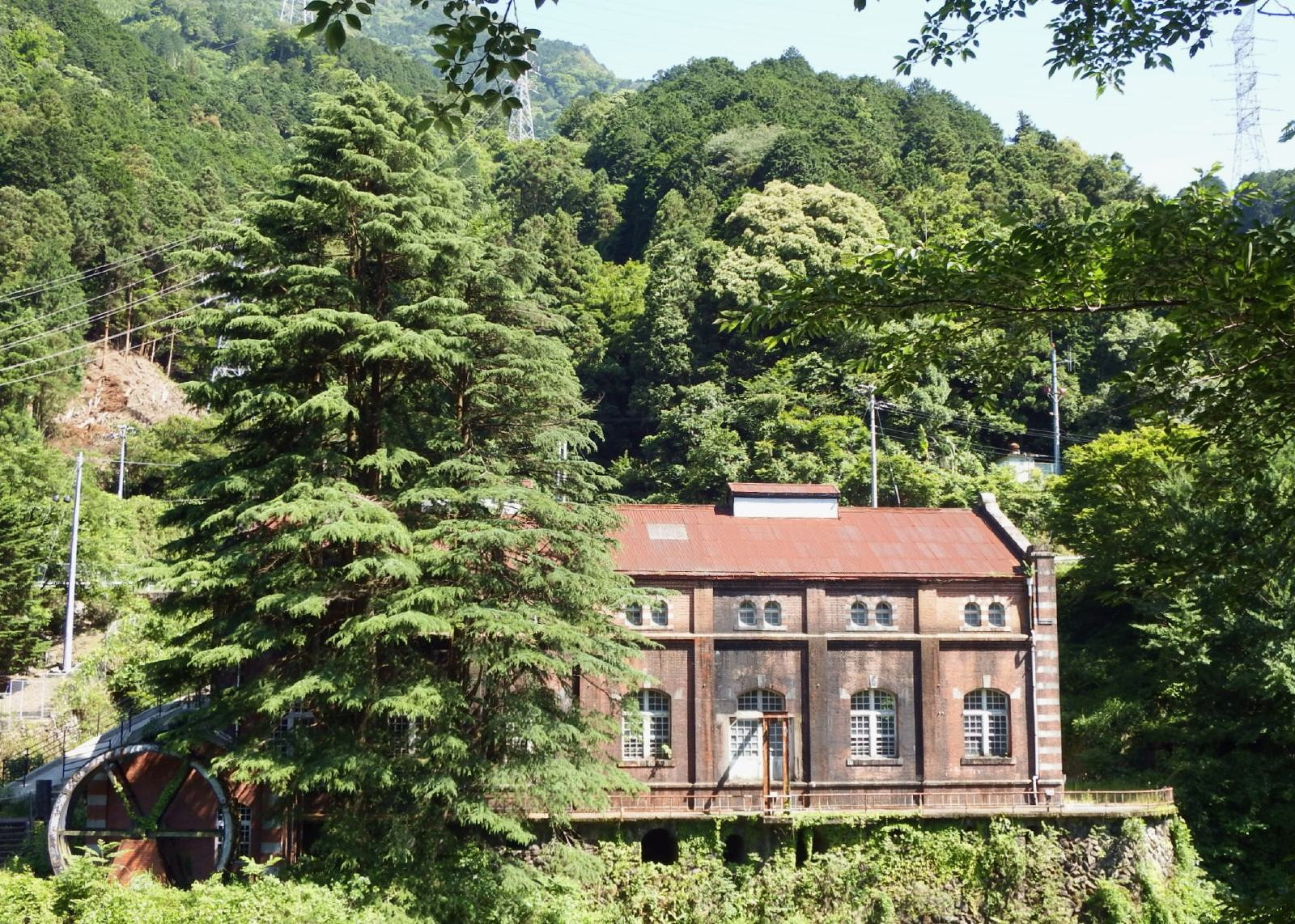
旧端出場水力発電所
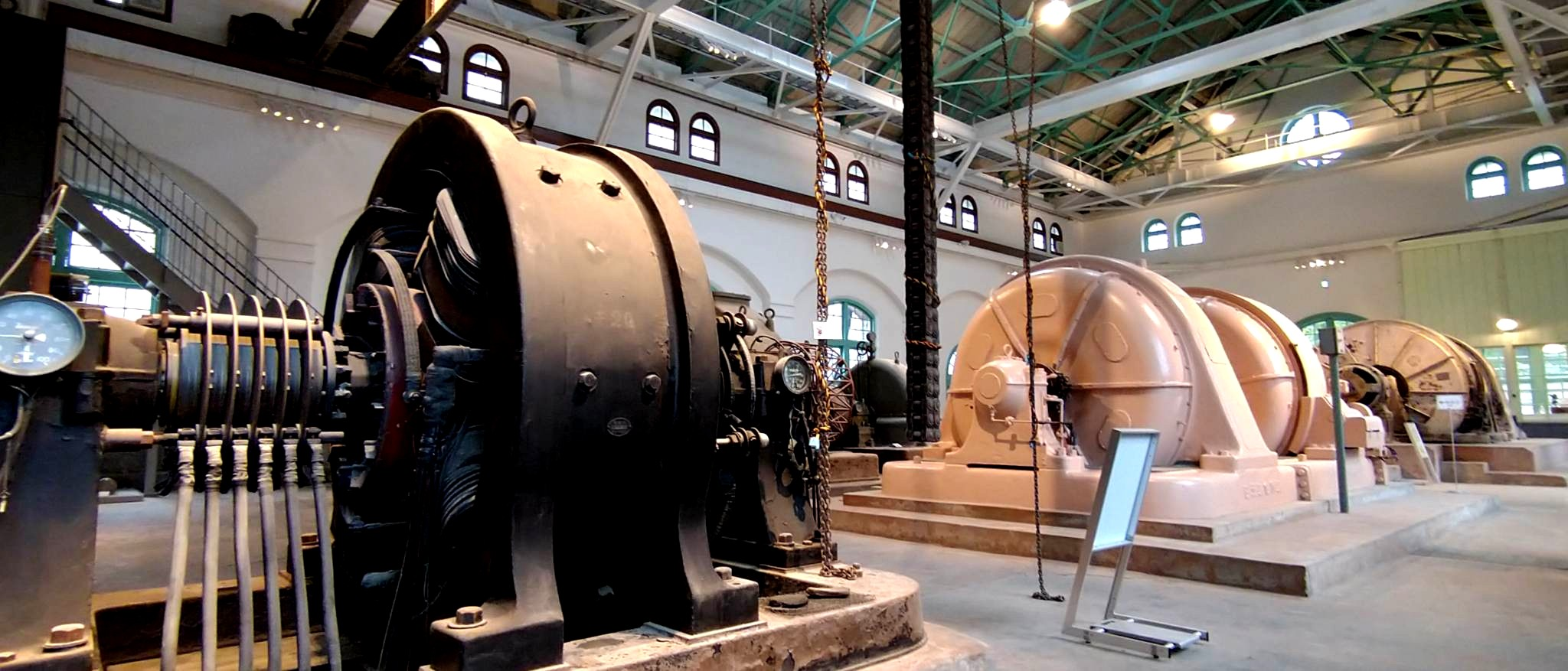
その内部
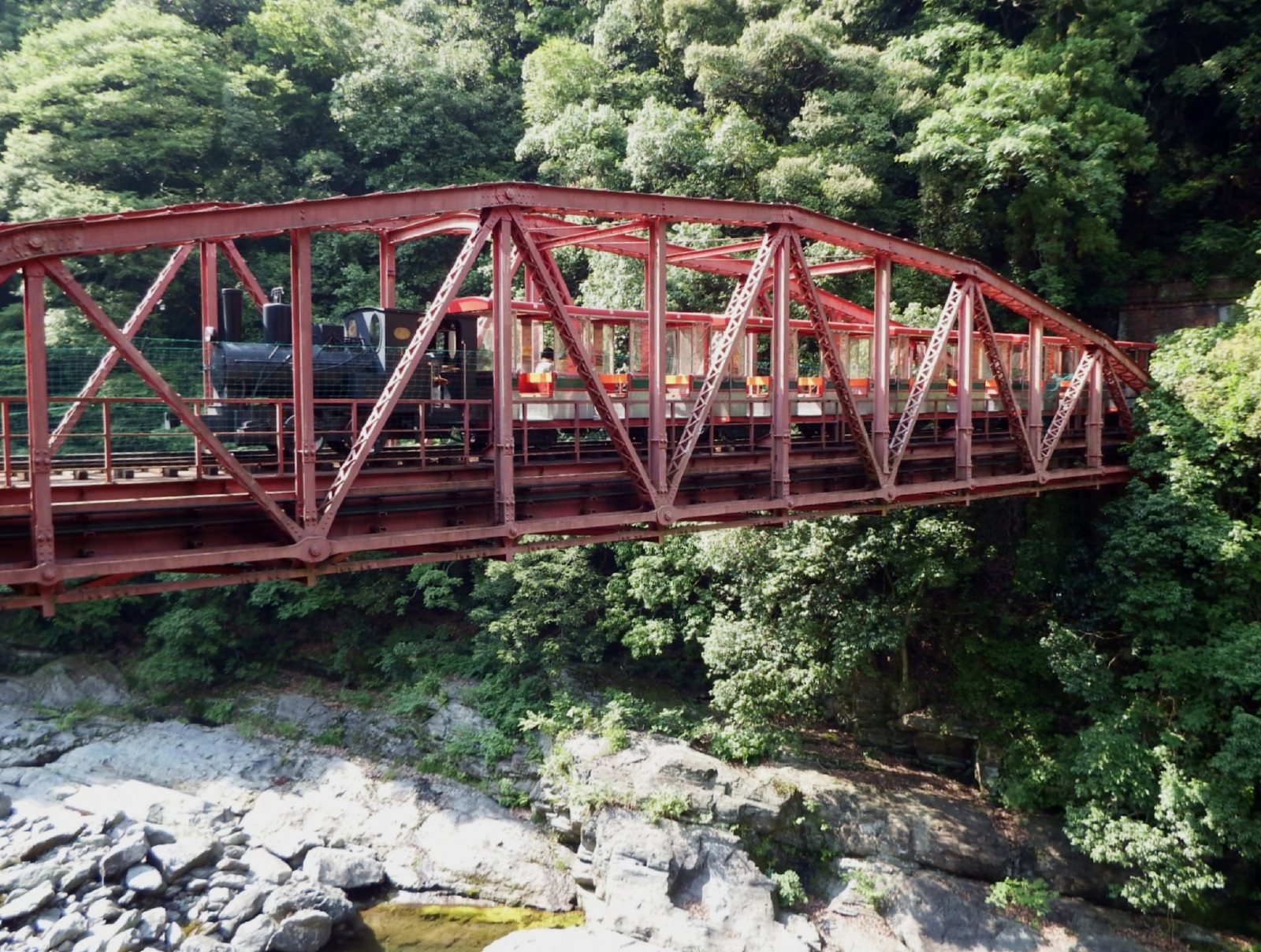
打除鉄橋
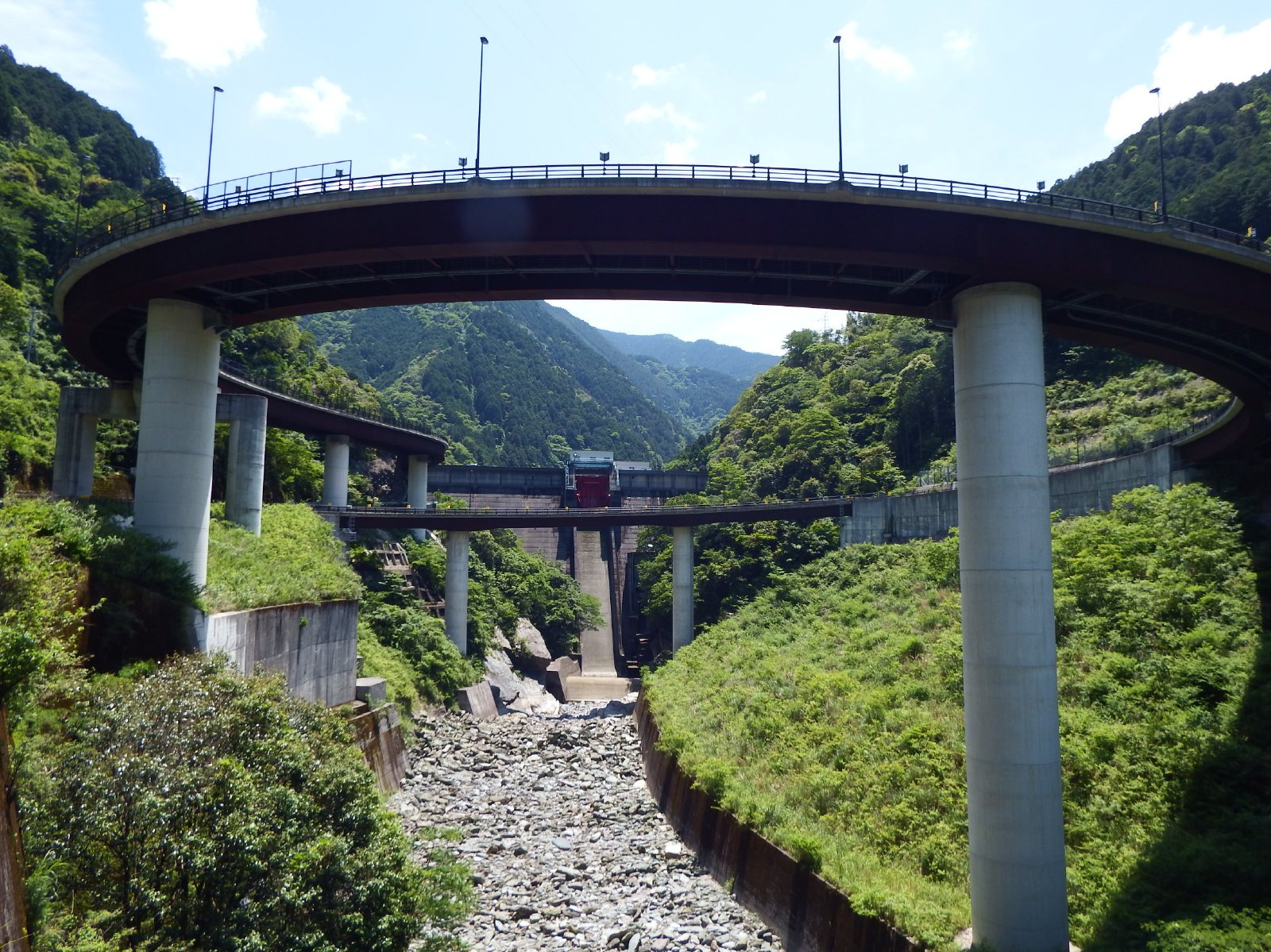
青龍橋と鹿森ダム
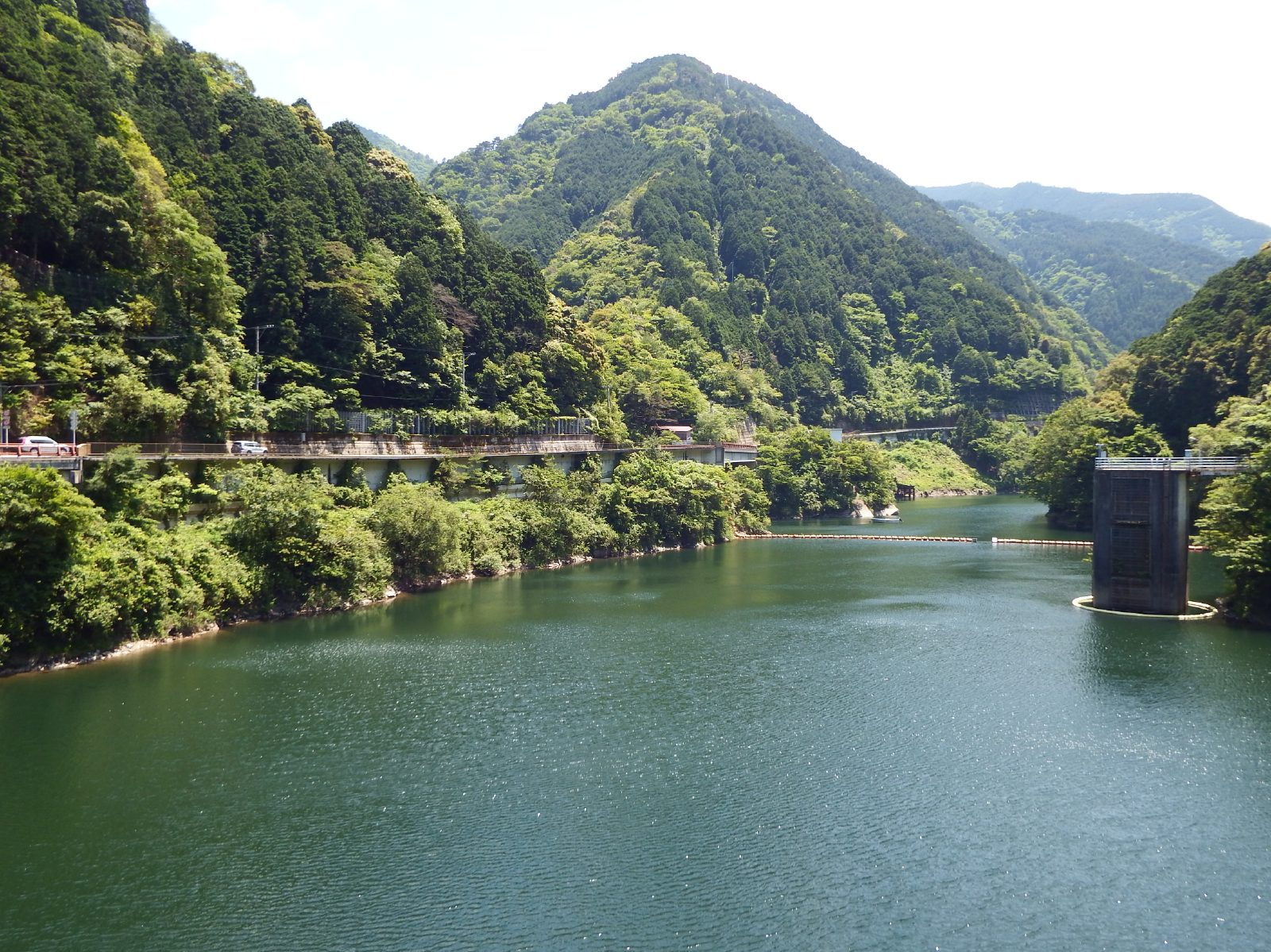
鹿森ダム湖
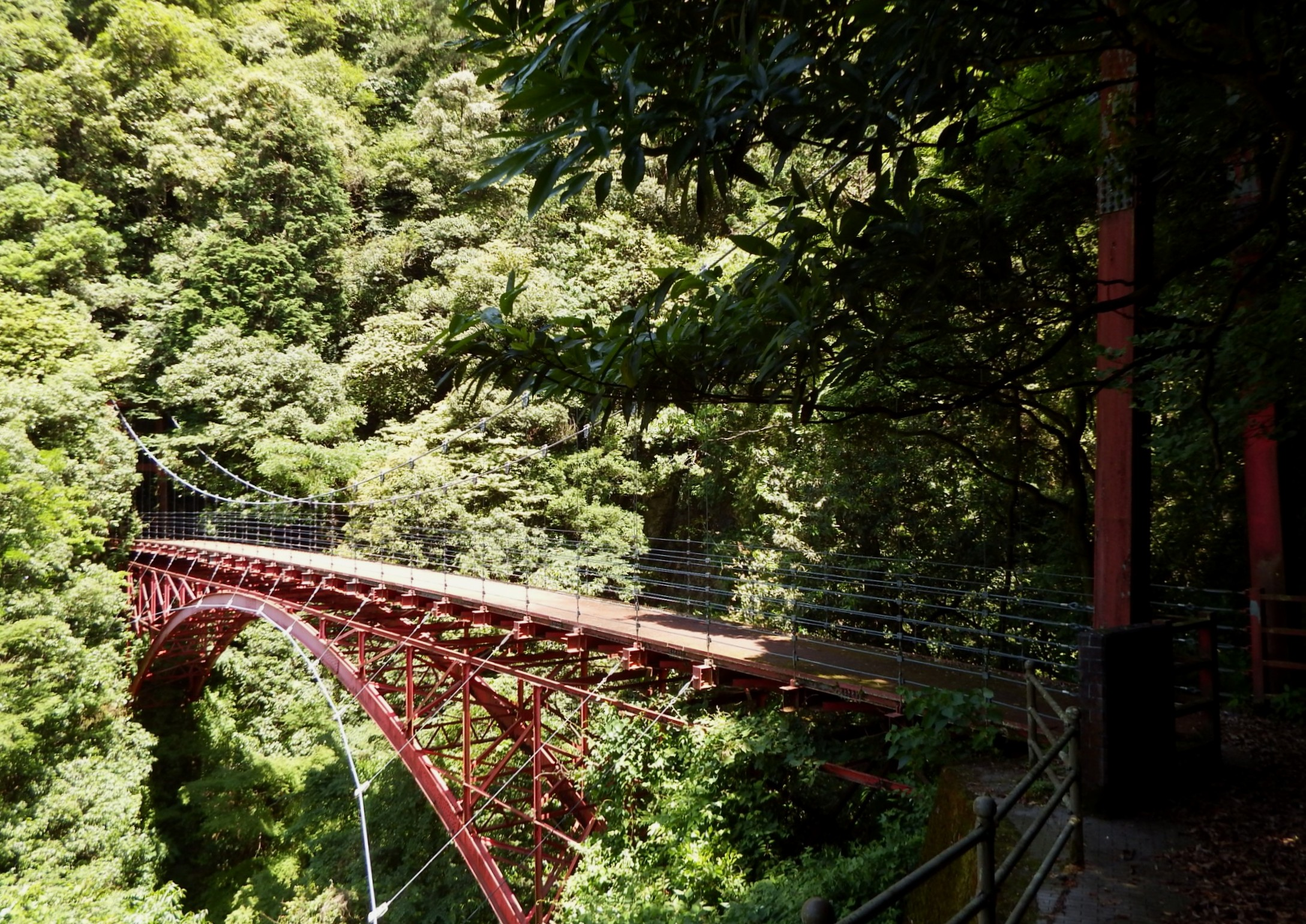
遠登志橋
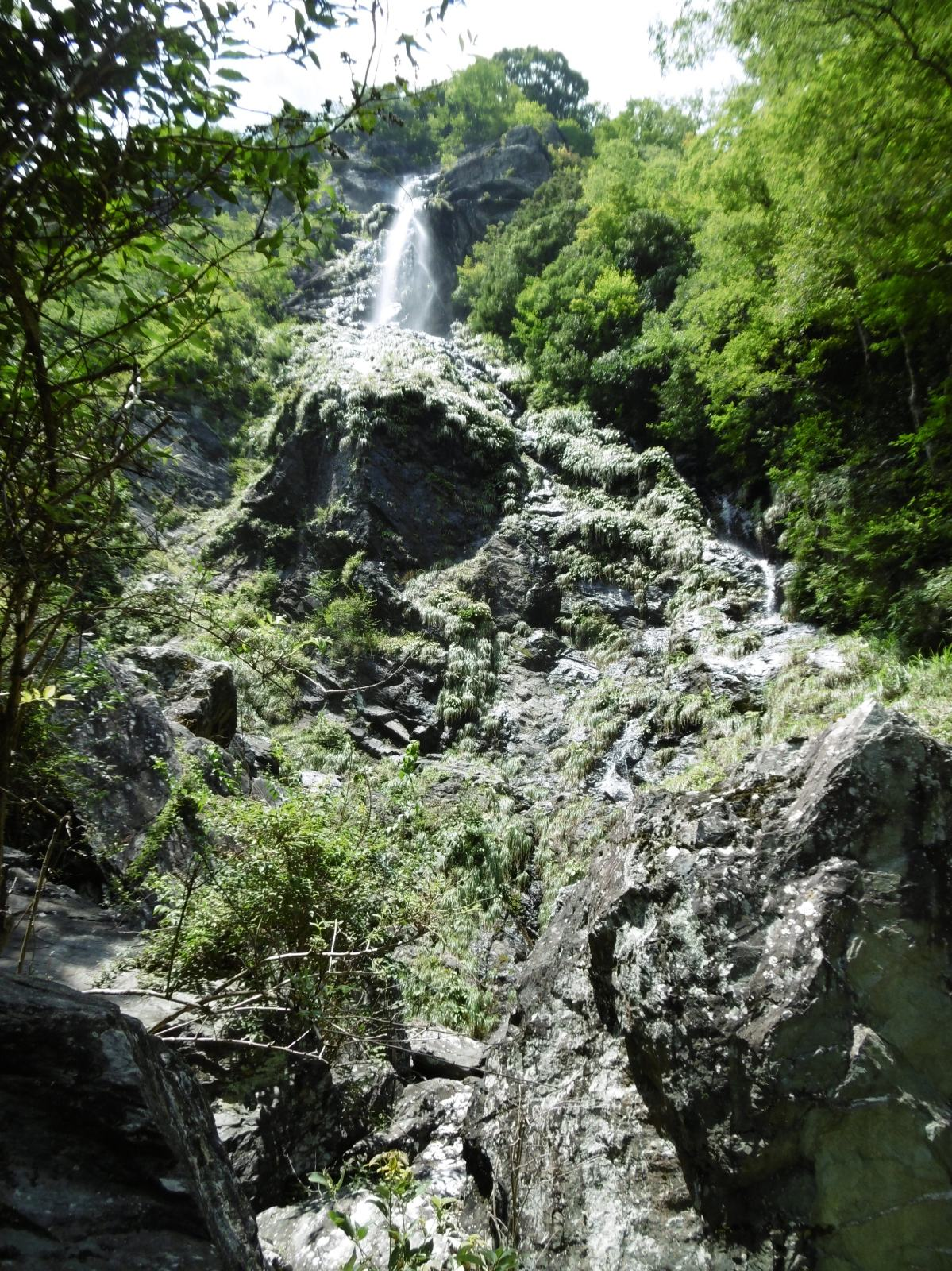
清滝　全景
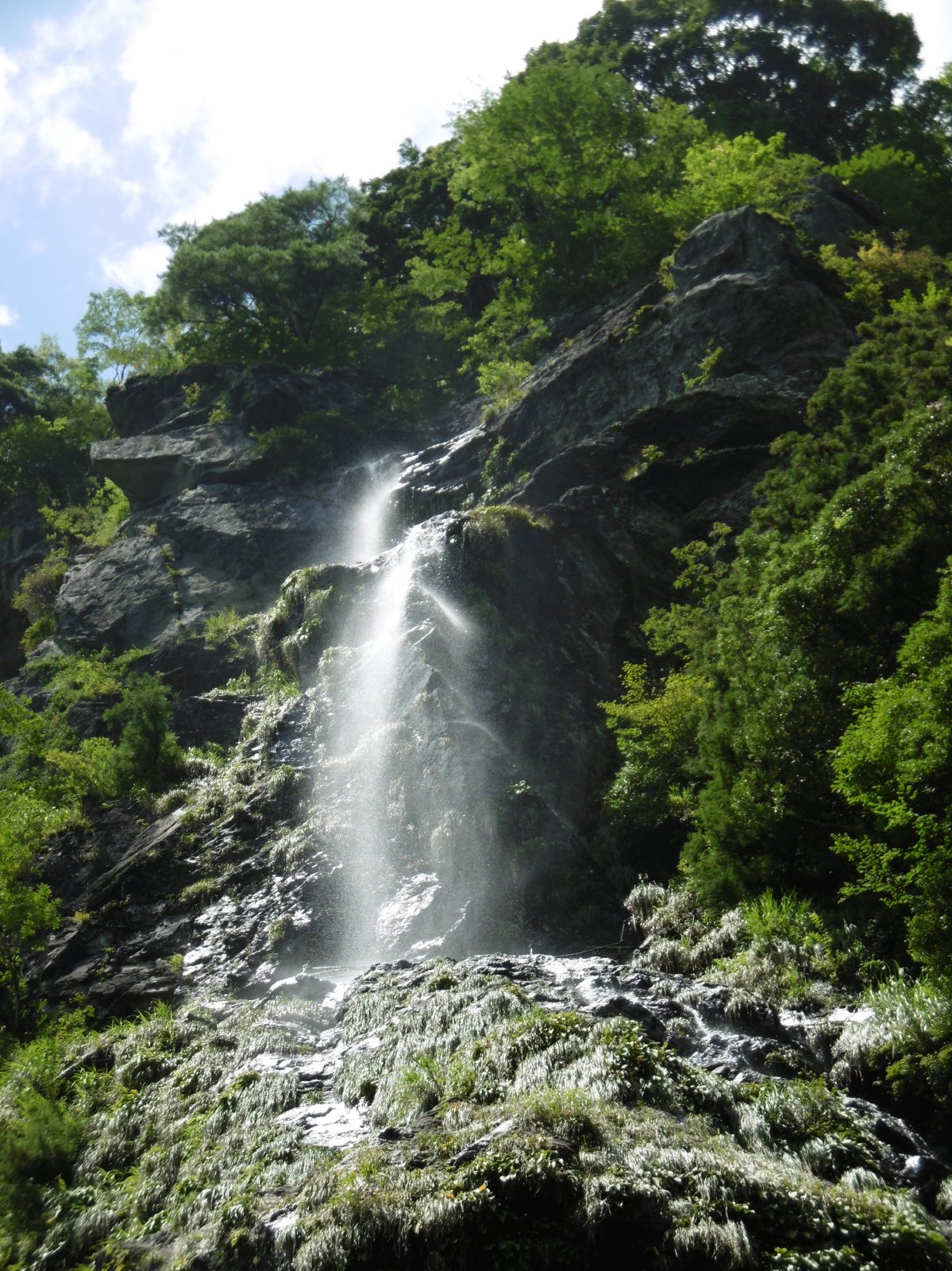
清滝　上部
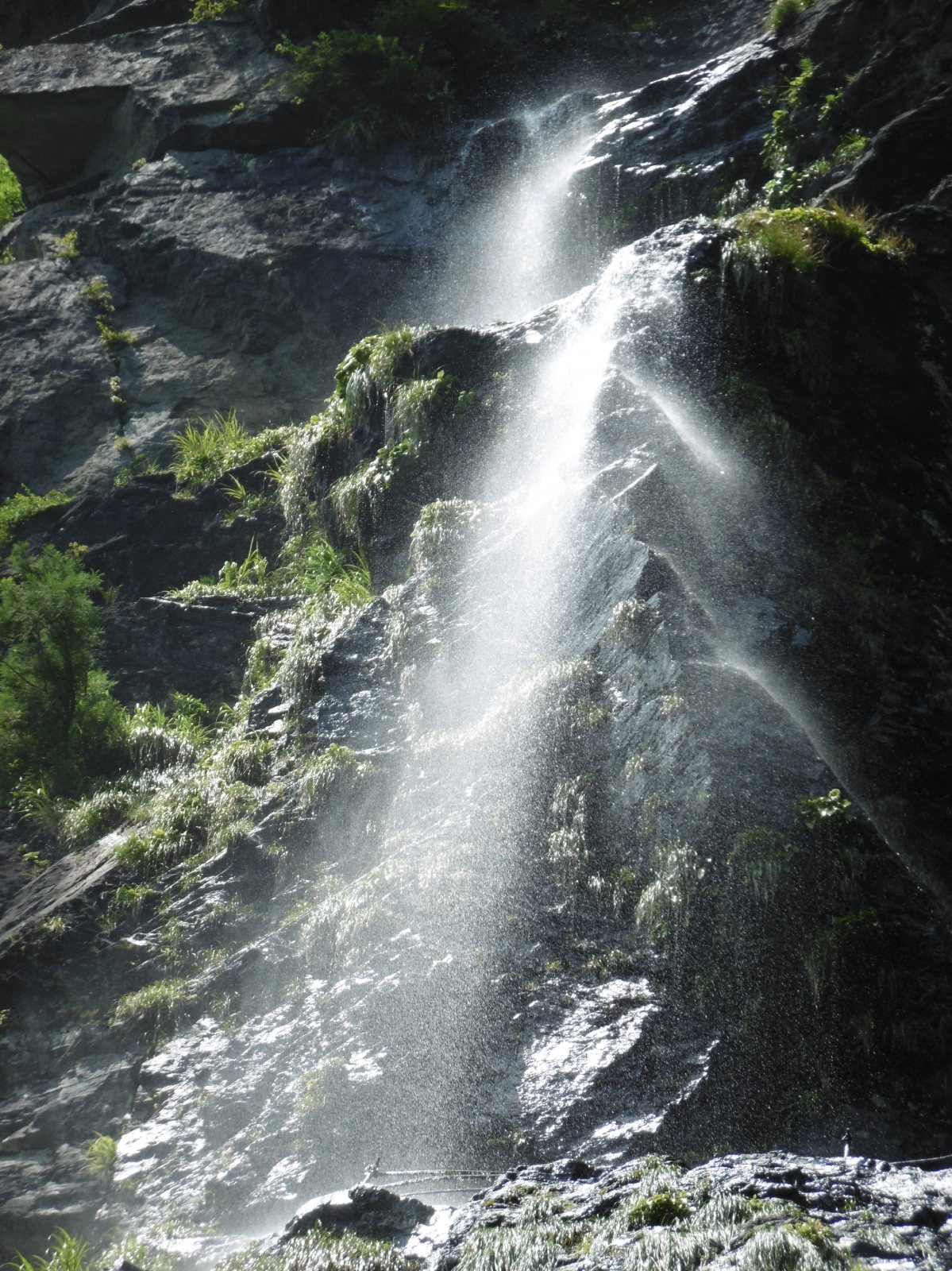
清滝　拡大